# إلكا هانسكي
الكا هانسكي (بالفنلندية: Ilkka Hanski)‏ (و. 1953 – 2016 م) هو بروفيسور (أستاذ جامعي) من فنلندا . ولد في لمبالا .
وهو عضو في الجمعية الملكية، والأكاديمية الملكية السويدية للعلوم، والأكاديمية الوطنية للعلوم، والأكاديمية الألمانية للعلوم ليوبولدينا.

## جوائز وترشيحات
حصل على جوائز منها:
- Crafoord Prize (سنة 2011)
- جائزة بلزان
- Kempe Award for Distinguished Ecologists
- Sewall Wright Award
- Marsh Ecology Award.